# Cyclisme aux Jeux olympiques de la jeunesse d'été de 2010
Navigation
Édition suivante
Les compétitions de cyclisme aux jeux olympiques de la jeunesse d'été de 2010 ont eu lieu à Singapour du 17 au 22 août. Les épreuves sont réservées aux cyclistes âgées de 17 et 18 ans.

## Format de compétition
Chaque équipe est constituée de trois garçons juniors et une fille junior. Chacun des trois garçons doit participer à une discipline (BMX, VTT ou contre-la-montre) tandis que la fille doit participer aux trois disciplines. De plus, les trois garçons doivent tous les trois participer à la course en ligne sur route. Un classement général par pays est calculé à la fin des courses.

## Lieux des compétitions
| Cyclisme sur route                           | BMX et VTT           |
| -------------------------------------------- | -------------------- |
| Plateforme flottante de la baie de la Marina | Parcours de Tampines |

## Calendrier des épreuves
| Date    | Jour     | Horaire de départ | Épreuves                 |
| ------- | -------- | ----------------- | ------------------------ |
| 17 août | Mardi    | 09h00             | VTT filles               |
| 17 août | Mardi    | 17h00             | VTT garçons              |
| 18 août | Mercredi | 10h00             | Contre-la-montre garçons |
| 19 août | Jeudi    | 16h10             | BMX filles               |
| 19 août | Jeudi    | 16h17             | BMX garçons              |
| 22 août | Dimanche | 09h00             | Contre-la-montre filles  |
| 22 août | Dimanche | 11h30             | Course en ligne garçons  |

## Résultats

### Par compétitions
| Épreuves                    | Or                         | Argent                     | Bronze                            |
| --------------------------- | -------------------------- | -------------------------- | --------------------------------- |
| Filles - cross-country VTT  | Karolina Kalasova Tchéquie | Linda Indergand Suisse     | Kristina Laforge Canada           |
| Garçons - cross-country VTT | Jhonnatan Botero Colombie  | Andrea Righettini Italie   | Laurens Sweeck Belgique           |
| Garçons - course en ligne   | Boris Vallée Belgique      | Rafael Reis Portugal       | Nicolas Marini Italie             |
| Garçons - contre-la-montre  | Rafael Reis Portugal       | Jay McCarthy Australie     | Michael Valgren Danemark          |
| Filles - contre-la-montre   | Linda Indergand Suisse     | Karolina Kalasova Tchéquie | Íngrid Drexel Mexique             |
| Filles - BMX                | Mayara Perez Brésil        | Kirsten Dellar Australie   | Maartje Hereijgers Pays-Bas       |
| Garçons - BMX               | David Oquendo Colombie     | Twan van Gendt Pays-Bas    | Niklas Laustsen Laustsen Danemark |

### Par pays
- Classement final complet

| Rang | Pays                                                                                                   | Cross-country VTT | Cross-country VTT | Contre-la-montre | Contre-la-montre | BMX     | BMX    | Course en ligne | Total |
| Rang | Pays                                                                                                   | Garçons           | Filles            | Garçons          | Filles           | Garçons | Filles | Garçons         | Total |
| ---- | --- | ----------------- | ----------------- | ---------------- | ---------------- | ------- | ------ | --------------- | ----- |
| 1    | Colombie Jessica Lergada Jhonnatan Botero Brayan Ramirez David Oquendo                                 | 1                 | 40                | 12               | 40               | 1       | 40     | 20              | 154   |
| 2    | Italie Alessia Bulleri Andrea Righettini Nicolas Marini Mattia Furlan                                  | 10                | 12                | 16               | 21               | 61      | 39     | 12              | 171   |
| 3    | Pays-Bas Maartje Hereijgers Thijs Zuurbier Friso Roscam Abbing Ijpeij Twan van Gendt                   | 40                | 39                | 24               | 30               | 10      | 8      | 40              | 191   |
| 4    | Belgique Tori van de Perre Laurens Sweeck Boris Vallée Mattias Somers                                  | 17                | 40                | 14               | 40               | 72      | 18     | -4              | 197   |
| 5    | Suisse Linda Indergand Michael Stuenzi Marc Schaerli Romain Tanniger                                   | 61                | 5                 | 30               | 1                | 45      | 24     | 40              | 206   |
| 6    | Mexique Íngrid Drexel Carlos Moran Ulises Castillo Christopher Mireles                                 | 30                | 21                | 30               | 8                | 72      | 40     | 20              | 221   |
| 7    | Danemark Mette Jepsen Magnus Nielsen Michael Valgren Niklas Laustsen Laustsen                          | 45                | 40                | 7                | 40               | 17      | 15     | 67              | 231   |
| 8    | Tchéquie Karolina Kalasova Daniel Vesely Matej Lasak Jakub Hladik                                      | 50                | 1                 | 30               | 5                | 50      | 40     | 67              | 243   |
| 9    | Portugal Magda Soraia Fernandes Martins Joao Tago Cancela Leal Rafael Reis Rodrigo Jose Jeronimo Gomes | 72                | 30                | 1                | 40               | 72      | 40     | 5               | 260   |
| 10   | Chili Laura Minizaga Holloway Nicolas Prudencio Flano Edison Bravo Ignacio Cruz Ormeno                 | 58                | 15                | 27               | 15               | 64      | 27     | 56              | 262   |
| 11   | Australie Kirsten Dellar Michael Baker Jay McCarthy Matthew Dunsworth                                  | 72                | 40                | 4                | 38               | 54      | 5      | 67              | 280   |
| 12   | Pologne Monika Żur Bartlomiej Wawak Marek Kulas Michal Czerkies                                        | 25                | 18                | 22               | 40               | 72      | 40     | 67              | 284   |
| 13   | Brésil Mayara Perez William Alexi Guilherme Pineyrua Leandro Miranda                                   | 70                | 40                | 30               | 40               | 40      | 1      | 72              | 293   |
| 14   | Afrique du Sud Teagan O'Keeffe Luke Roberts Jayde Julius Lunga Mkhize                                  | 72                | 40                | 30               | 40               | 72      | 12     | 30              | 296   |
| 15   | Slovénie Nika Kozar Urban Ferencak Doron Hekic Rok Korošec                                             | 35                | 40                | 30               | 39               | 72      | 40     | 45              | 301   |
| 16   | Japon Manami Iwade Idomu Yamamoto Koji Nagase Yoshitaku Nagasako                                       | 72                | 32                | 28               | 40               | 30      | 30     | 72              | 304   |
| 17   | Kazakhstan Rimma Luchshenko Vadim Galeyev Alexey Lutsenko Nurlan Duisenov                              | 68                | 38                | 10               | 24               | 72      | 40     | 53              | 305   |
| 17   | Lettonie Lija Laizane Andris Vosekalns Aleksandrs Kurbatskis Kristers Taims                            | 72                | 34                | 30               | 27               | 35      | 40     | 67              | 305   |
| 19   | Canada Kristina Laforge Steven Noble Ryan Macdonald Steven Creighton                                   | 64                | 8                 | 20               | 40               | 66      | 37     | 72              | 307   |
| 20   | Nouvelle-Zélande Sarah Kate McDonald Sam Shaw Denay Cottam Trent Woodcock                              | 72                | 37                | 25               | 12               | 58      | 32     | 72              | 308   |
| 21   | Argentine Verena Brunner Kevin Ingratta Facundo Lezica Lucas Bustos                                    | 72                | 50                | 26               | 37               | 25      | 40     | 72              | 322   |
| 22   | Espagne Bianca Martin Antonio Santos Álvaro Trueba Ruben Crespo                                        | 54                | 40                | 29               | 36               | 70      | 40     | 54              | 323   |
| 23   | Chypre Antri Christoforou Leontios Katsouris Eirinaios Koutsiou Mamas Kyriacou                         | 72                | 27                | 30               | 18               | 72      | 40     | 72              | 331   |
| 24   | Indonésie Elga Kharisma Novanda Destian Satria Ongky Setiawan Suherman Heryadi                         | 72                | 36                | 30               | 32               | 72      | 21     | 72              | 335   |
| 25   | Thaïlande Siriluck Christoforou Satjakul Sianglam Sarawut Sirironnachai Jukrapech Wichana              | 72                | 24                | 30               | 40               | 72      | 36     | 63              | 337   |
| 26   | Biélorussie Volha Masiukovich Nikita Zharoven Kanstantsin Khviyuzan Pavel Rahel                        | 72                | 40                | 18               | 34               | 72      | 40     | 65              | 341   |
| 27   | Serbie Jovana Crnogorac Lazar Jovanovic Filip Pavlovic Aleksa Velickovic                               | 72                | 40                | 30               | 40               | 72      | 40     | 61              | 355   |
| 28   | Bolivie Jimena Montecinos Carlos Montellano Samuel Melgar Sebastian Vargas                             | 72                | 40                | 30               | 40               | 68      | 40     | 72              | 357   |
| 29   | Hongrie Zsofia Keri Peter Fenyvesi Ferenc Stubán Patrik Szoboszlai                                     | 66                | 40                | 30               | 40               | 72      | 38     | 72              | 358   |
| 30   | Singapour Nur Nasthasia Abdul Nazzeer Jun Jie Daniel Koh Travis Joshua Woodford Alvin Hui Zhi Phoon    | 72                | 40                | 30               | 40               | 72      | 34     | 72              | 360   |
| 31   | Zimbabwe Shaylene Brown Nyasha Lungu Tyron Mackie Jonathan Lawrence Thackray                           | 72                | 40                | 30               | 40               | 72      | 40     | 72              | 366   |
| 32   | Érythrée Senait Araya Debesay Samuel Akelom Gebremedhin Haben Ghebretinsae Yonas Kidane Merese         | 72                | 55                | 30               | 40               | 72      | 40     | 67              | 376   |

## Podium
| Édition                  | Or                                                                     | Argent                                                                | Bronze                                                                               |
| ------------------------ | ---------------------------------------------------------------------- | --------------------------------------------------------------------- | ------------------------------------------------------------------------------------ |
| Classement général mixte | Colombie Jessica Lergada Jhonnatan Botero Brayan Ramirez David Oquendo | Italie Alessia Bulleri Andrea Righettini Nicolas Marini Mattia Furlan | Pays-Bas Maartje Hereijgers Thijs Zuurbier Friso Roscam Abbing Ijpeij Twan van Gendt |